# Cabourg
Cabourg is een gemeente in het Franse departement Calvados (regio Normandië). De plaats maakt deel uit van het arrondissement Lisieux. Cabourg telde op 1 januari 2022 3.654 inwoners.

## Badplaats
Cabourg is een badplaats aan de Normandische Côte Fleurie. Het vissersdorp Cabourg werd een badplaats gedurende het Tweede Franse Keizerrijk en kreeg een stratenplan van uitwaaierende straten vanaf de zee, gekruist door lanen in de vorm van concentrische halve cirkels. Er is een zandstrand en er liggen villa's uit de belle époque, een casino en een Grand Hotel. De Villa du Temps retrouvé is een museum in een villa uit de jaren 1860, gewijd aan de belle époque.
Het huidige Grand Hotel van Cabourg vervangt een ouder gebouw en dateert uit 1907. Marcel Proust verbleef er vaak en gebruikte Cabourg als inspiratie voor de badplaats "Balbec" in zijn roman Op zoek naar de verloren tijd. 

## Geografie
De oppervlakte van Cabourg bedroeg op 1 januari 2022 5,52 vierkante kilometer; de bevolkingsdichtheid was toen 662 inwoners per km².
De gemeente ligt op de linkeroever van de Dives, waar die uitmondt in Het Kanaal.
De onderstaande kaart toont de ligging van Cabourg met de belangrijkste infrastructuur en aangrenzende gemeenten.

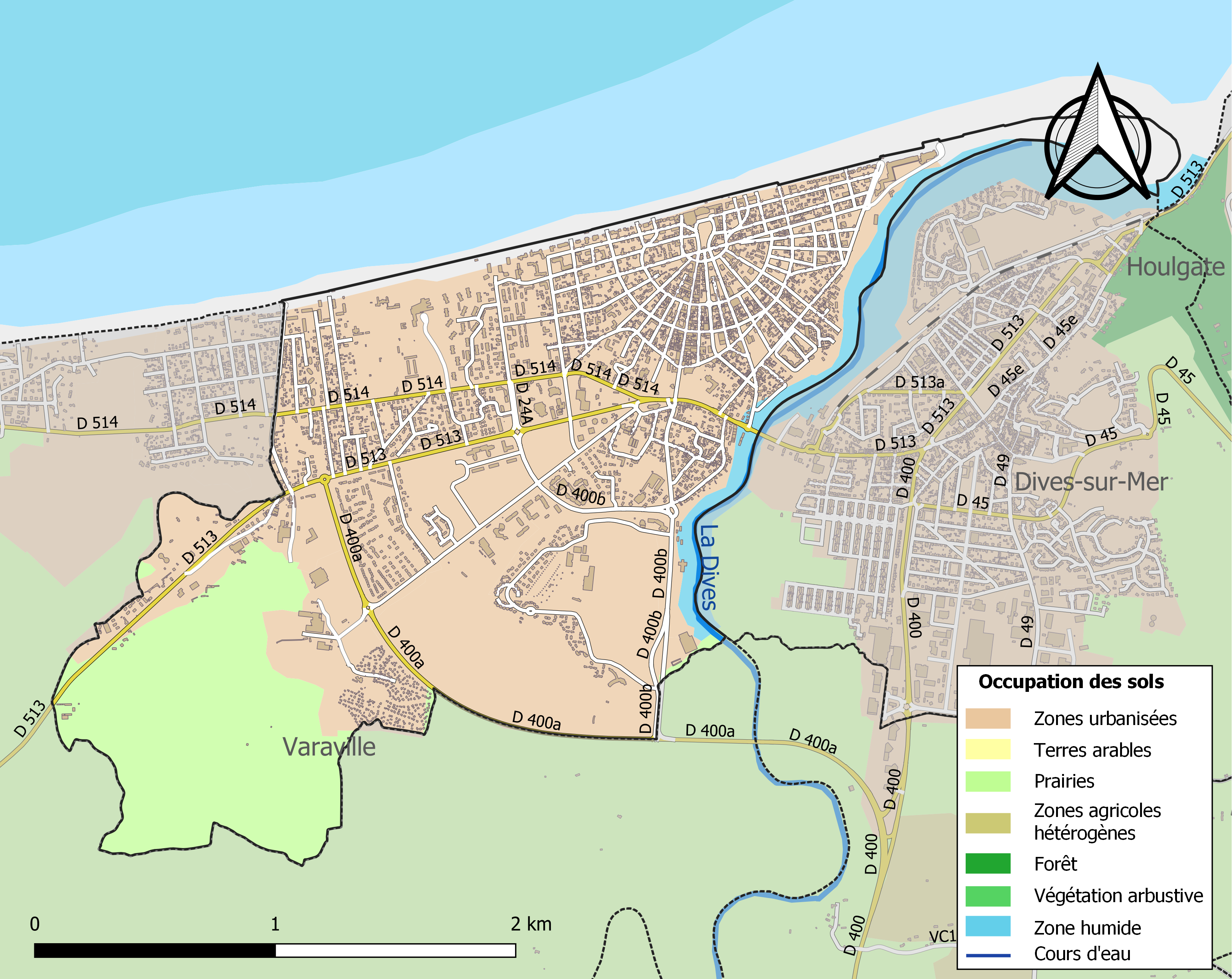

## Verkeer
Het spoorwegstation Dives-Cabourg ligt op de rechteroever van de Dives in de gemeente Dives-sur-Mer.

## Demografie
Onderstaande figuur toont het verloop van het inwonertal (bron: INSEE-tellingen).
Vanwege een beveiligingsprobleem met de MediaWiki Graph-software is het momenteel niet mogelijk deze grafiek weer te geven. Zodra de software is bijgewerkt zal de grafiek vanzelf weer zichtbaar worden.